# روبرت توبلر
روبرت توبلر Robert Tobler كاتب سويسري.
درس الموسيقى واللاهوت، وعمل قسيسا لخمس عشرة سنة في قلب سويسرا. ثم عمل معلما للقصص الإنجيلي بين عامي 1982 و 2000. وبالتوزاي مع نشاطه التعليمي كتب الروايات للشباب وقصص الأطفال. ويعمل حاليا كاتبا لبرامج الشباب والأطفال في راديو DRS وفي محطة برلين الحرة Sender Freies Berlin. وفيما عدا فترات إقامته الطويلة للعمل في العاصمة، يقيم في زيورخ.

## كتبه
- من فضلك اتصل بي 2002
- يوليو ليس موجودا 1995
- قصص الحروف 1992
- نيكولاوس للمرة السابعة 1990